# HINAPIA
Hinapia (viết tắt từ Hi New Amazing Utopia) là một nhóm nhạc nữ Hàn Quốc được thành lập bởi OSR Entertainment. Nhóm gồm năm thành viên: Minkyeung, Yaebin, Gyeongwon, Eunwoo và Bada. Nhóm đã ra mắt vào ngày 3 tháng 11 năm 2019 với album đơn New Start.

## Tên gọi
Hinapia là viết tắt của Hi New Amazing Utopia. Tên fandom của nhóm là UBY(Phát âm là You-bee) với ý nghĩa: "U có nghĩa là "không tưởng", một nơi tựa như thiên đường với những điều tốt đẹp, "BY" có nghĩa là fan luôn sát cánh bên HINAPIA và tin tưởng các cô gái".

## Lịch sử

### 2011 - 2019: Trước khi ra mắt
- Minkyeung đã là thực tập sinh của Pledis Entertainment trong 2 năm từ 2014. Cô từng xuất hiện trong MV "Daybreak" của Minhyun và JR. Năm 2015, cô tham gia chương trình sống còn Produce 101 của Mnet nhưng bị loại trong tập 8 với hạng 42.
- Gyeongwon đã là thực tập sinh của Pledis Entertainment trong 2 năm từ 2014. Cô từng xuất hiện trong MV "Overcome" của Nu'est. Năm 2015, cô tham gia chương trình sống còn Produce 101 của Mnet nhưng bị loại trong tập 8 với hạng 48.
- Eunwoo đã từng là thực tập sinh của Pledis Entertainment trong 3 năm từ 2013. Cô từng xuất hiện trong MV "Mansae" của Seventeen. Năm 2015, cô tham gia chương trình sống còn Produce 101 của Mnet nhưng bị loại trong tập chung kết với hạng 21.
- Yaebin đã từng là thực tập sinh của Pledis Entertainment trong 5 năm từ 2011. Cô cũng đã tham gia thử giọng cho TS Entertainment vào năm 2012 nhưng bị loại. Cô từng xuất hiện trong MV "Mansae" của Seventeen. Năm 2015, cô tham gia chương trình sống còn Produce 101 của Mnet nhưng bị loại trong tập 10 với hạng 29.
- Minkyeung, Yaebin, Gyeongwon, Eunwoo từng là thành viên của nhóm nhạc nữ Pristin, nhóm đã tan rã vào năm 2019. Họ từng xuất hiện trong video clip "My Copycat" của Orange Caramel với vai trò là những back up dancer.

Vào ngày 21 tháng 10 năm 2019, các thành viên nói trên đã được thông báo sẽ ra mắt lại dưới trướng công ty AlSeulBit Entertainment và được đổi tên thành OSR Entertainment ngay sau đó, cùng với một thành viên bổ sung có tên Bada. Vào ngày 24 tháng 10, nhóm được tiết lộ sẽ có tên là Hinapia, viết tắt của "Hi New Amazing Utopia".

### 2019: Ra mắt vớiNew Start
Hinapia đã trình diễn đĩa đơn đầu tay Drip trước khi phát hành trên chương trình âm nhạc Show Champion trong buổi phát sóng ngày 30 tháng 10 năm 2019. Nhóm chính thức phát hành đĩa đơn vào ngày 3 tháng 11 năm 2019 với tư cách là đĩa đơn chính của album đơn New Start. Một buổi giới thiệu cho album mang tên Pursuit of a New Utopia đã được tổ chức vào ngày hôm sau. Drip ra mắt và đạt vị trí thứ 18 trên World Digital Songs Sales vào ngày 16 tháng 11 năm 2019, đưa Hinapia trở thành nhóm nhạc nữ Hàn Quốc thứ mười một xuất hiện trên bảng xếp hạng với đĩa đơn đầu tay.

### 2020: Tan rã
Ngày 21 tháng 8 năm 2020, OSR Entertainment thông báo nhóm chính thức tan rã.

## Thành viên
| Nghệ danh  | Nghệ danh | Tên khai sinh   | Tên khai sinh | Tên khai sinh    | Tên khai sinh | Tên khai sinh     | Ngày sinh         | Quốc tịch |
| Latinh     | Hangul    | Latinh          | Hangul        | Kana             | Hanja         | Hán-Việt          | Ngày sinh         | Quốc tịch |
| Minkyeung2 | 로아      | Kim Min-kyeong  | 김민경        | ギムミンギョン   | 金珉炅        | Kim Mẫn Quỳnh     | 29 tháng 7, 1997  | Hàn Quốc  |
| Gyeongwon2 | 유하      | Kang Kyeong-won | 강경원        | ガンギョンウォン | 姜京元        | Khương Quỳnh Uyên | 5 tháng 11, 1997  | Hàn Quốc  |
| Eunwoo3    | 은우      | Jeong Eun-woo   | 정은우        | ジョンウンオ     | 鄭銀雨        | Trịnh Ân Vũ       | 1 tháng 7, 1998   | Hàn Quốc  |
| Yaebin4    | 레나      | Kang Ye-bin     | 강예빈        | ガンイェビン     | 康叶斌        | Khương Nghệ Bân   | 19 tháng 10, 1998 | Hàn Quốc  |
| Bada       | 바다      | Kim Ba-da       | 김바다        | キムバダ         | 金吧嗒        | Kim Ba Đáp        | 28 tháng 5, 2002  | Hàn Quốc  |

## Danh sách đĩa nhạc

### Đĩa đơn
| Năm                                                                                       | Tên  | Vị trí xếp hạng cao nhất | Album     |
| Năm                                                                                       | Tên  | USWorld                  | Album     |
| 2019                                                                                      | Drip | 18                       | New Start |
| "—" cho biết Album không lọt vào bảng xếp hạng hoặc không được phát hành tại khu vực này. |      |                          |           |

## Video âm nhạc

### Video âm nhạc

#### Cả nhóm
| Năm  | Ngày phát hành | MV   | Album     |
| 2019 | 4 tháng 11     | Drip | New Start |

#### Hợp tác
| Năm  | Ngày phát hành | MV      | Album                         | Thành viên                | Ghi chú                                 |
| 2017 | 21 tháng 3     | Wee Woo | Hi! Pristin                   | Cả nhóm trừ Bada          | Với tư cách là thành viên của Pristin   |
| 2017 | 23 tháng 8     | We Like | Schxxl Out                    | Cả nhóm trừ Bada          | Với tư cách là thành viên của Pristin   |
| 2018 | 28 tháng 5     | Get It  | Đĩa đơn không nằm trong album | Minkyeung, Yaebin, Eunwoo | Với tư cách là thành viên của Pristin V |

### Video âm nhạc đã xuất hiện
| Năm  | Ngày phát hành | MV         | Nghệ sĩ               | Thành viên       | Ghi chú        |
| 2014 | 18 tháng 8     | My Copycat | Orange Caramel        | Cả nhóm trừ Bada | Back up dancer |
| 2015 | 10 tháng 9     | Mansae     | Seventeen             | Eunwoo, Yaebin   |                |
| 2015 | 17 tháng 12    | Pick me    | Thí sinh Produce 101  | Cả nhóm trừ Bada |                |
| 2016 | 17 tháng 2     | Overcome   | Nu'est                | Gyeongwon        |                |
| 2016 | 16 tháng 10    | Daybreak   | Minhyun và JR(Nu'est) | Minkyeung        |                |

## Một số bài hát hợp tác khác
| Năm  | Bài hát        | Thành viên       | Album                       | Ghi chú                                                                              |
| 2016 | Sickness       | Eunwoo           | Love Revolution Webtoon OST | Hợp tác với Vernon (Seventeen)                                                       |
| 2016 | Fingertips     | Eunwoo           | 35 Girls 5 Concepts         | Hợp tác với Chungha, Heehyun(DIA), Sejeong(gugudan), Nayoung, Ng Sze Kai, An Ye Seul |
| 2017 | Be The Star    | Cả nhóm trừ Bada | Hi! Pristin                 | Với tư cách là thành viên của Pristin                                                |
| 2017 | Black Widow    | Cả nhóm trừ Bada | Hi! Pristin                 | Với tư cách là thành viên của Pristin                                                |
| 2017 | Running        | Cả nhóm trừ Bada | Hi! Pristin                 | Với tư cách là thành viên của Pristin                                                |
| 2017 | Over n Over    | Cả nhóm trừ Bada | Hi! Pristin                 | Với tư cách là thành viên của Pristin                                                |
| 2017 | We             | Cả nhóm trừ Bada | Hi! Pristin                 | Với tư cách là thành viên của Pristin                                                |
| 2017 | We Are Pristin | Cả nhóm trừ Bada | Schxxl Out                  | Với tư cách là thành viên của Pristin                                                |
| 2017 | Aloha          | Cả nhóm trừ Bada | Schxxl Out                  | Với tư cách là thành viên của Pristin                                                |
| 2017 | Tina           | Cả nhóm trừ Bada | Schxxl Out                  | Với tư cách là thành viên của Pristin                                                |
| 2017 | You're My Boy  | Cả nhóm trừ Bada | Schxxl Out                  | Với tư cách là thành viên của Pristin                                                |

## Giải thưởng và đề cử
| Năm  | Giải thưởng         | Hạng mục                    | Đề cử   | Kết quả |
| 2020 | K-Champ Awards 2019 | Siêu tân binh xuất sắc nhất | Hinapia | Đề cử   |

1. ↑  "프리스틴 민경·경원·예빈·은우, 알슬빛엔터와 손잡고 걸그룹으로 데뷔 (공식)". entertain.naver.com (bằng tiếng Hàn). Truy cập ngày 12 tháng 2 năm 2020.
2. ↑  "Former PRISTIN members admit re-debuting as HINAPIA is 'difficult'". Metro (bằng tiếng Anh). ngày 4 tháng 11 năm 2019. Truy cập ngày 12 tháng 2 năm 2020.
3. ↑  "'쇼챔피언' 화려한 컴백 무대→ 뉴이스트부터 데이식스·TXT까지!". MBC 연예 (bằng tiếng Hàn). ngày 30 tháng 10 năm 2019. Truy cập ngày 12 tháng 2 năm 2020.
4. ↑  "'프리스틴 출신 넷' HINAPIA, 오늘(3일) 걸크러시 데뷔". TV리포트. Bản gốc lưu trữ ngày 12 tháng 2 năm 2020. Truy cập ngày 12 tháng 2 năm 2020.
5. 1 2  "New K-Pop Girl Group HINAPIA Make Debut on World Digital Song Sales Chart With 'Drip'". Billboard. ngày 15 tháng 11 năm 2019. Truy cập ngày 12 tháng 2 năm 2020.
6. ↑  "HINAPIA Announces Official Disbandment And Termination Of Members' Contracts".
7. ↑  2019 K-CHAMP Awards l 베스트 슈퍼루키 후보 / Best Super Rookie (bằng tiếng Anh), truy cập ngày 12 tháng 2 năm 2020